# Pusong Baru
Pusong Baru is een bestuurslaag in het regentschap Lhokseumawe van de provincie Atjeh, Indonesië. Pusong Baru telt 3463 inwoners (volkstelling 2010).